# José Luis Castillo-Puche
José Luis Castillo-Puche y Moreno (Iecla, regió de Múrcia, 4 de juliol de 1919 - Madrid, 2 de febrer de 2004) va ser un escriptor espanyol. Ha destacat com a escriptor de novel·les, de contes i assajos, però ha estat també periodista, biògraf, editor, viatger i professor de periodisme.

## Biografia
Nascut en 1919 en una família molt tradicional i religiosa, amb alguns oncles jesuïtes i altres parents sacerdots i una tia abadessa, als cinc anys va quedar orfe de pare, un fuster originari d'Albacete, i va portar dol fins als deu. Tenia dos germans i una germana i la seva mare es va obstinar que els tres homes fossin sacerdots, però els dos més grans no van poder suportar el seminari i la mare va posar tota la seva esperança en José Luis. Amb aquest pla va entrar amb una beca en 1929 al Seminari de San Fulgencio de Múrcia, on va llegir Vicente Medina, a José Selgas y Carrasco i a José Ballester. Allí va començar a escriure contes i va obtenir els seus primers premis. Quan la seva vocació va fer crisi, va obtenir recolzo en l'ambient universitari de Múrcia. Col·labora en les revistes Ecclesia i Catolicismo i en els periòdics murcians La Verdad i Línea.
Durant la Guerra civil es va afiliar a la CNT no per ideologia, sinó per protegir la seva família dins del bàndol republicà, encara que no va arribar a combatre, ja que treballava en la Creu Roja Internacional gràcies a la mediació d'un oncle seu, el doctor Puche Álvarez, que era rector de la Universitat de València i havia estat nomenat general per la República. Un germà seu era falangista, però va ser detingut per la República i apallissat a la presó i en concloure la contesa no va viure molt temps. L'altre era republicà i va acabar en l'exili francès, però el seu germà va aconseguir repatriar-lo sense conseqüències.
Acabada la contesa torna als seus estudis eclesiàstics en la Universitat Pontifícia de Comillas fins a 1943, però havia perdut la vocació i llegia llibres prohibits de Pío Baroja, José Ortega y Gasset i Azorín; en aquest any deixa la carrera sacerdotal per estudiar periodisme i obté el títol en 1944. Van morir la seva germana i la seva mare de tuberculosi i fins i tot el marit de la seva germana deixant-li la custòdia de la seva neboda, que Castillo-Puche i la seva esposa Julia Filgueira educaran com una filla. Però també morirà molt jove de càncer. En aquells dies té serioses topades amb les forces reaccionàries de Iecla quan s'imposa la tasca de fundar un institut nacional de segon ensenyament en la localitat, alguna cosa que era considerada subversiva.
Va començar la seva carrera literària amb novel·les curtes publicades en diaris. Té els seus primers problemes amb la censura: en 1949 intenta publicar la seva novel·la Sin camino, però la hi prohibeixen i ha d'amagar-la en poder d'un notari perquè no se la cremin; per fi aconsegueix publicar-la en la editorial Emecé de Buenos Aires en 1956 gràcies a la mediació del seu amic Pío Baroja. En 1952 Joaquín Ruiz-Giménez el nomena Cap de Premsa del Ministeri d'Educació, càrrec que conserva fins a 1956. Com a periodista obté el Premi Nacional de Periodisme pel seu article España, escándalo i locura en 1952, i en 1954 aconsegueix el Premi Nacional de Novel·la amb la seva obra Con la muerte en la espalda i contreu matrimoni amb la professora (ajudant de Dámaso Alonso en la seva càtedra de Lingüística) i escriptora Julia Filgueira. En aquells dies amista amb Ernest Hemingway. En 1956 aborda el tema dels desitjos de venjança després de la Guerra civil en la novel·la El vengador. Va ser primer secretari de redacció i després director de Mundo Hispánico, va col·laborar amb els pseudònims Juan de Loaysa i Gracián Loaysa en Correo Literario i va dirigir Editora Nacional en els anys vuitanta, a més de ser assessor del Director General de RTVE i professor de redacció periodística de la facultat de Ciències de la Informació de la Universitat Complutense de Madrid, la qual cosa alternava amb l'escriptura d'articles per la Hoja del Lunes. Entre 1967 i 1971 es va instal·lar com a corresponsal del diari Informaciones a Nova York i aprofita per impartir diverses conferències en universitats d'aquell país.
Les seves novel·les destaquen per la força amb què aborda profunds conflictes humans, existencials i religiosos. Com el seu bon amic Ernest Hemingway, es mostra preocupat per la mort i l'opressió que la por exerceix en les persones, temes que seguiran estant presents en les seves novel·les Paralelo 40 de 1963, sobre les bases estatunidenques a Espanya, i Como ovejas al matadero de 1971. Formen una trilogia El libro de las visiones y apariciones (1977), El amargo sabor de la retama (1979) i Conocerás el poso de la nada (1982, Premi Nacional de Literatura); va ser la primera vegada que va poder publicar sense la pressió de la censura. Una altra es Los murciélagos no son pájaros. També va conrear el relat curt en El leproso y otras narraciones de 1981. L'ambient dur i reaccionari de Iecla, apareix en algunes novel·les sota el nom d' "Hécula".
També va conrear la biografia (Lozano: una mística del paisaje, 1980) i el llibre de viatges: América de cabo a rabo (1959), Misión a Estambul, El Congo estrena libertad (1961), Guía de la Costa Blanca i Costa de la Luz, Tierra de Campos, más bien mares de tierra i Roma, ramera y romera.
En 2006 es va constituir la fundació que por ta el seu nom i conté tot el seu llegat bibliogràfic i edita la revista Hécula. També hi ha un certamen de novel·la curta que porta el seu nom.

## Obres
- 1952 Memorias íntimas de Aviraneta o Manual del Conspirador (Réplica a Baroja)
- 1954 Con la muerte al hombro (Premio nacional de narrativa)
- 1954 Misión a Estambul
- 1956 El vengador
- 1956 Sin camino
- 1957 Hicieron partes
- 1959 América de cabo a rabo (Libro de viajes)
- 1960 Diario íntimo de Alfonso XIII (Ensayo histórico)
- 1961 El Congo estrena libertad (Libro de viajes)
- 1963 Paralelo 40
- 1971 Como ovejas al matadero
- 1974 Hemingway in Spain (EUA)
- 1977 El libro de las visiones y apariciones
- 1979 El amargo sabor de la retama
- 1980 Los murciélagos no son pájaros
- 1980 El perro loco
- 1980 Lozano, una mística del paisaje.
- 1981 El leproso y otras narraciones
- 1982 Conocerás el poso de la nada (Premio nacional de narrativa)
- 1983 Sin camino
- 1989 El pequeño mundo de Pascualico
- 1992 Hemingway: Algunas claves de su vida y de su obra
- 1995 Escuela de detectives
- 2000 El rescoldo de lo literario. Poso y recuerdo de los maestros que he conocido.
- 2006 Ricolópez

## Premis
- Premi Direcció General de Periodismo (1953)
- Premi de Belles Arts de Cultura Hispànica (1955)
- Llorer de Novel·la Catòlica (1957)
- Premi Nacional de Literatura Miguel de Cervantes (1958).
- Premi Nacional de Literatura de Belles Arts (1963)
- Premi de Fraternitat Hispànica de Periodisme del diari ABC (1963)
- Premi Nacional de Novel·la o Narrativa per "Conocerás el poso de la nada" (1982).
- Medalla d'Or de la Regió de Múrcia 1992
- I Premi de les Lletres de la Regió de Múrcia (2001)